# Gerippte Astarte
Die Gerippte Astarte (Astarte elliptica), auch Elliptische Astarte genannt, ist eine Muschel-Art aus der Familie der Astarten (Astartidae).

## Merkmale
Die gleichklappigen Gehäuse sind im Umriss rundlich bis breit-elliptisch mit einem maximalen Durchmesser von drei Zentimetern. Die Höhe beträgt 70 % der Breite. Der Wirbel liegt vor der Mitte und ist oft korrodiert. Der hintere Gehäuserand ist etwas abgestumpft, der vordere Gehäuserand ist gerundet. Der Dorsalrand ist vor dem Wirbel leicht konkav, hinter dem Wirbel leicht konvex gebogen. Die herzförmige Lunula ist deutlich eingedrückt mit deutlichen, etwas erhabenen Säumen. Die Area lanzettförmig. Der vordere und der hintere Schließmuskeleindruck sind nahezu gleich groß. Die Mantellinie ist nicht gebuchtet.
Das Schloss der rechten Klappe weist zwei Kardinalzähne, von denen der vordere Zahn sehr breit und tief gefurcht ist, auf; er sieht damit fast aus wie zwei Zähne. Der hintere Zahn der rechten Klappe ist dagegen recht schmal. Über dem hinteren Schließmuskel befinden sich eine seitliche und deutliche Grube und ein Flansch, über dem vorderen Schließmuskel ein seitlicher Rücken. Die linke Klappe hat drei Kardinalzähne, von denen der hintere Zahn klein und undeutlich ist. Über dem hinteren Schließmuskel befindet sich ein seitlicher Flansch, über dem vorderen Schließmuskel eine seitliche Grube.
Die Oberfläche weist 20 bis 30 sehr kräftige konzentrische, stumpfe Rippen auf. Rippen und Rippenzwischenräume sind zudem mit feinen Anwachsstreifen bedeckt. Die Höhe und Breite der Rippen nimmt zum Gehäuserand hin ab. Das Periostracum ist gelbbraun, dunkelbraun, rotbraun bis fast schwarz, die Schale selber weiß. Der Innenrand ist glatt.
Rechte und linke Klappe des gleichen Tieres:

Rechte Klappe
Linke Klappe

## Geographische Verbreitung und Lebensraum
Das Verbreitungsgebiet der Art reicht von der Arktis entlang des östlichen Atlantiks bis zu den nördlichen Küsten der Britischen Inseln. Sie kommt selten auch in der Irischen See, dem Kanal, der südlichen Nordsee und der westlichen Ostsee vor. Im westlichen Atlantik reicht das Verbreitungsgebiet von Grönland bis zu den Neuengland-Staaten. Sie lebt auf Geröll und Sandböden vom Flachwasser (ca. zwei Meter) bis in nahezu 2.500 Meter Wassertiefe.
Die Tiere leben flach eingegraben oder auch nur halb eingegraben im Sediment. Die Wassertemperatur darf 17° nicht überschreiten.

## Taxonomie
Das Taxon wurde 1827 von Thomas Brown als Crassina elliptica wissenschaftlich beschrieben. Die Art wird heute zur Gattung Astarte gestellt.

## Belege